# Lacerta mostoufii
Lacerta mostoufii là một loài thằn lằn trong họ Lacertidae. Loài này được Baloutch mô tả khoa học đầu tiên năm 1976.